# Ký sinh trùng (phim 2019)
Ký sinh trùng (tiếng Hàn: 기생충, Hán tự: 寄生蟲, RR: Gisaengchung, tiếng Anh: Parasite) là một bộ phim điện ảnh Hàn Quốc thuộc thể loại hài đen – giật gân – chính kịch công chiếu năm 2019 do Bong Joon-ho làm đạo diễn, viết kịch bản và đồng sản xuất. Với sự tham gia của các diễn viên gồm Song Kang-ho, Lee Sun-kyun, Cho Yeo-jeong, Choi Woo-shik, Park So-dam, Lee Jung-eun, Park Myung-hoon và Jang Hye-jin, bộ phim theo chân về một gia đình nghèo có kế hoạch trở thành những thành viên của một gia đình giàu có và xâm nhập vào hộ gia đình của họ bằng cách đóng giả là những người không liên quan có trình độ chuyên môn cao.
Kịch bản của bộ phim được dựa trên nguồn tư liệu của Bong Joon-ho từ một vở kịch được viết vào năm 2013. Bong sau đó đã chuyển thể nó thành một bản thảo phim dài 15 trang, và bản thảo sau này được Han Jin-won chia thành ba bản nháp khác nhau. Bong nói rằng ông đã lấy cảm hứng từ bộ phim Hàn Quốc Người hầu gái vào năm 1960, và cả từ vụ án Christine và Léa Papin vào những năm 1930 để tạo nên kịch bản cho bộ phim. Bộ phim chính thức khởi quay từ tháng 5 năm 2018 và đóng máy vào tháng 9 cùng năm. Đội ngũ kỹ thuật cho bộ phim bao gồm nhà quay phim Hong Kyung-pyo, nhà biên tập phim Yang Jin-mo và nhà soạn nhạc Jung Jae-il. Darcy Paquet, một nhà phê bình gia kiêm tác gia người Mỹ, cung cấp bản phụ đề tiếng Anh cho bản phát hành quốc tế của bộ phim.
Ký sinh trùng có buổi công chiếu lần đầu tại liên hoan phim Cannes lần thứ 72 vào ngày 21 tháng 5 năm 2019, nơi nó đã trở thành bộ phim Hàn Quốc đầu tiên giành giải Cành cọ vàng. Tác phẩm sau đó được CJ Entertainment phát hành tại Hàn Quốc vào ngày 30 tháng 5 năm 2019 và tại Việt Nam vào ngày 21 tháng 6 năm 2019. Bộ phim được nhiều nhà phê bình đánh giá là một trong những bộ phim hay nhất năm 2019 và là một trong những bộ phim vĩ đại nhất thế kỷ 21, đồng thời còn mang về doanh thu toàn cầu lên đến 263,1 triệu USD so với kinh phí 15,5 triệu USD. Trong số rất nhiều giải thưởng đã được nhận, Ký sinh trùng đã giành được bốn giải thưởng quan trọng tại giải Oscar lần thứ 92, bao gồm Phim hay nhất, Đạo diễn xuất sắc nhất, Kịch bản gốc hay nhất và Phim quốc tế hay nhất, trở thành bộ phim không nói tiếng Anh đầu tiên giành được giải Oscar cho Phim hay nhất. Ngoài ra, Ký sinh trùng còn là bộ phim Hàn Quốc đầu tiên nhận được sự công nhận của giải Oscar, cùng với đó là một trong ba bộ phim giành được cả giải Cành cọ vàng và giải Oscar cho phim hay nhất, thành tích đầu tiên mà một bộ phim đã đạt được trong hơn 60 năm qua. Ngoài việc giành giải Oscar, tác phẩm còn giành giải Quả cầu vàng cho phim quốc tế hay nhất, giải BAFTA cho phim không nói tiếng Anh hay nhất, và đồng thời còn là tác phẩm không nói tiếng Anh đầu tiên giành giải SAG cho dàn diễn viên điện ảnh xuất sắc nhất.
Sau thành công tại giải Oscar, các nhà sản xuất quyết định cho ra mắt bản tái phát hành dưới phiên bản trắng đen. Một bộ phim truyền hình dựa trên các sự kiện của bộ phim đang trong giai đoạn đầu phát triển.

## Nội dung
Kim Ki-taek là một cựu tài xế thất nghiệp, sống cùng người vợ Chung-sook và hai đứa con Ki-woo và Ki-jung trong một căn nhà tồi tàn thực chất là một căn bán hầm cũ kỹ đã được tái sử dụng để làm nơi ở, có tầm mắt nhìn từ trong ra ngoài chỉ ngang ngửa mặt đất. Cả nhà kiếm sống qua ngày bằng công việc gấp những hộp giấy đựng bánh pizza. Một ngày nọ, Min-hyuk – bạn của Ki-woo ghé chơi và tặng cho cả nhà một hòn đá lưu niệm làm vật cầu may. Min-hyuk còn ngỏ lời giới thiệu Ki-woo đến làm gia sư môn tiếng Anh cho Park Da-hye – cô con gái của một gia đình thượng lưu giàu có. Khi đến căn biệt thự, Ki-woo được phu nhân nhà họ Park – Choi Yeon-kyo đón tiếp. Ở đây, Ki-woo cũng được gặp bà quản gia Gook Moon-gwang và cậu nhóc Park Da-song, em trai của Da-hye. Giả vờ phát hiện ra tố chất nghệ thuật của Da-song qua những bức tranh kỳ lạ do chính cậu bé vẽ, kết hợp với việc bà Park luôn coi cậu con trai cưng của mình là một tài năng mỹ thuật thiên bẩm, Ki-woo đã giới thiệu em gái mình, Ki-jung, đóng giả một giáo viên nghệ thuật học vừa mới từ Mỹ về để kèm cặp Da-song. Sau khi được nhận làm gia sư, Ki-jung lập mưu để nhà họ Park đuổi việc Yoon – viên tài xế hiện tại của ông Park rồi giới thiệu chính bố mình, ông Ki-taek, thế chỗ. Bằng thủ đoạn tương tự, bà Chung-sook được nhận làm quản gia sau khi nhà họ Kim khiến nhà họ Park nghĩ rằng bà Moon-gwang đang mắc bệnh lao.
Một ngày nọ, cả nhà họ Park đi cắm trại. Nhà họ Kim chớp lấy thời cơ này để tụ tập tiệc tùng trong biệt thự. Nhưng đột nhiên, bà Moon-gwang xin vào nhà để lấy đồ bỏ quên dưới tầng hầm. Cả nhà họ Kim sau đó vô cùng bất ngờ khi phát hiện ra có một tầng hầm bí mật dẫn sâu xuống lòng đất đằng sau tủ rượu. Đây cũng là nơi chồng bà Moon-gwang, Oh Geun-sae – chủ của tiệm bánh ở Đài Loan, đã bí mật trốn và sinh sống trong suốt nhiều năm qua sau khi phá sản và buộc phải chạy trốn khỏi các chủ nợ. Trong lúc bà Moon-gwang đang cố nài nỉ, cầu xin bà Chung-sook đừng tiết lộ chồng mình thì ông Ki-taek trượt chân và đẩy cả gia đình họ Kim (lúc này đang trốn và nghe lén trên cầu thang của căn hầm) ngã nhào xuống. Lúc này, bà Moon-gwang phát hiện ra những người này cùng thuộc một gia đình. Hai bên tranh cãi và giằng co kịch liệt, nhà họ Kim cuối cùng cũng giành được chiến thắng và nhốt vợ chồng bà quản gia cũ dưới hầm. Bà Park bất ngờ gọi điện bảo bà Chung-sook chuẩn bị đồ ăn do nhà họ Park về sớm do chuyến cắm trại phải hoãn vì trời mưa. Ông Ki-taek, Ki-jung và Ki-woo nhanh chóng dọn dẹp dấu vết, ẩn nấp và trốn thoát sau khi cả nhà họ Park đã ngủ say. Cả ba bố con nhanh chóng trở về căn nhà của họ, nơi giờ đây đã ngập trong biển nước và rác thải do trận lụt lớn, riêng Ki-woo đã thấy được hòn đá cầu may mà người bạn trao tặng hôm trước. Cả ba bố con cùng những người vô gia cư khác ngủ trong một nhà thi đấu thể thao.
Ngày hôm sau, bà Park tổ chức tiệc mừng sinh nhật cho Da-song và mời cả nhà họ Kim đến chung vui. Trong khi bữa tiệc đang diễn ra, Ki-woo bí mật mang theo hòn đá xuống tầng hầm và phát hiện ra bà Moon-gwang không may đã chết. Bất ngờ, Geun-sae thòng cổ Ki-woo từ đằng sau bằng một sợi dây thừng. Ki-woo chạy ra khỏi căn hầm, Geun-sae đuổi theo và hắn dùng chính hòn đá kia đập vào đầu cậu khiến cậu bất tỉnh. Sau đó, Geun-sae lấy dao và lao ra giữa bữa tiệc để truy lùng các thành viên nhà họ Kim. Geun-sae đâm Ki-jung trọng thương rồi tấn công sang bà Chung-sook. Chứng kiến cảnh đó, Da-song bất tỉnh. Ông Park yêu cầu ông Ki-taek đưa mình chìa khóa xe để nhanh chóng đưa Da-song đến bệnh viện. Bà Chung-sook giết chết Geun-sae trong khi vật lộn. Khi lật xác của Geun-sae để lấy chìa khóa xe, ông Park bịt mũi lại vì ngửi thấy mùi hôi. Nhớ lại khoảnh khắc hai vợ chồng nhà Park từng mô tả mùi của cơ thể mình khó chịu như thế nào, ông Ki-taek cầm dao lao đến đâm chết ông Park rồi bỏ trốn và bí mật chui xuống chính căn hầm của nhà họ Park. Ki-woo may mắn được cứu sống nhưng cậu bị tổn thương não bộ nặng và phải cùng mẹ mình trải qua phiên tòa xét xử, còn Ki-jung vì vết thương quá nặng nên đã không thể qua khỏi. Mấy ngày sau khi xuất viện, cả Ki-woo và mẹ dự đám tang Ki-jung.
Nhiều năm sau đó, Ki-woo vô tình đọc được bức thư của bố mình được ký hiệu bằng mã Morse thông qua hệ thống đèn của căn biệt thự, lúc này đã được bán lại cho một gia đình người Đức. Ki-woo hứa rằng cậu sẽ đi làm, kiếm đủ tiền để mua lại chính căn biệt thự kia, giải thoát cho bố mình và gia đình sẽ lại đoàn tụ như xưa, dù trước mắt cậu là những khó khăn đang chực chờ ở phía trước.

## Diễn viên
Sau đây là dàn diễn viên có mặt trong bộ phim Ký sinh trùng. Mặc dù có 90 diễn viên tham gia vào bộ phim nhưng đề mục này chỉ liệt kê những diễn viên vào các vai diễn có ảnh hưởng sâu sắc nhất đến nội dung của phim:
- Song Kang-ho vai Kim Ki-taek, mật danh ông Kim, người cha của gia đình Kim và là người được Park Dong-ik thuê làm tài xế riêng.
- Lee Sun-kyun vai Park Dong-ik, mật danh ông Park, người cha của gia đình Park và là CEO của một tập đoàn công nghệ thông tin.
- Cho Yeo-jeong vai Choi Yeon-kyo, người mẹ của gia đình Park và là vợ của ông Park.
- Choi Woo-sik vai Kim Ki-woo, mật danh Nathan, con trai của ông Kim và là người được nhà Park thuê làm gia sư tiếng Anh cho cô con gái Da-hye.
- Park So-dam vai Kim Ki-jung, mật danh Jessica, con gái của ông Kim và là người được nhà Park thuê làm chuyên gia trị liệu mỹ thuật cho cậu con trai Da-song.
- Jang Hye-jin vai Kim Chung-sook, người mẹ của gia đình Kim và là vợ của ông Kim. Bà được nhà Park thuê làm quản gia thay cho Moon-gwang.
- Lee Jung-eun vai Gook Moon-gwang, quản gia lâu năm của gia đình họ Park.
- Jung Ji-so vai Park Da-hye, con gái của ông Park.
- Jung Hyeon-jun vai Park Da-song, con trai của ông Park.
- Park Myung-hoon vai Oh Geun-sae, chồng của Moon-gwang, từng là một nhân viên tạp hóa.
- Park Geun-rok vai Yoon, tài xế riêng của gia đình họ Park.
- Park Seo-joon vai Min-hyuk, là tiền bối của Ki-woo và cựu gia sư của gia đình họ Park.[13]

## Chủ đề và diễn giải
Các chủ đề chính của Ký sinh trùng là xung đột giai cấp, bất bình đẳng xã hội và bất bình đẳng kinh tế. Các nhà phê bình phim và chính Bong Joon-ho đã coi bộ phim là sự phản ánh của chủ nghĩa tư bản hiện đại trần trụi, và một số người đã liên kết nó với thuật ngữ "Hell Joseon", một cụm từ đã trở nên phổ biến, đặc biệt là với giới trẻ, vào cuối những năm 2010 để mô tả những khó khăn của cuộc sống ở Hàn Quốc. Thuật ngữ này ra đời do tỷ lệ thất nghiệp ở thanh niên đang có xu hướng cao, nhu cầu học cao hơn, sự khủng hoảng về khả năng chi trả cho nhà ở và khoảng cách kinh tế xã hội ngày càng tăng giữa người giàu và người nghèo. Trong cuốn sách Coronavirus Capitalism Goes to the Cinema (tạm dịch: Khi chủ nghĩa COVID-19 xâm nhập vào điện ảnh), Eugene Nulman viết rằng từ nguyên của từ 'ký sinh trùng' ban đầu dùng để chỉ "người ăn trên bàn của người khác", được trình bày trong một trong những cảnh của bộ phim. Bên cạnh đó, Nulman còn ghi nhận mối liên hệ giữa ký sinh trùng và câu trích dẫn của Karl Marx: 
"Đối với một nhà tư bản, anh ta chỉ là tư bản được nhân cách hóa. Tâm hồn của anh ta là linh hồn của tư bản. Nhưng tư bản có một động lực duy nhất, đó là động lực tự định giá để tạo ra giá trị thặng dư, biến tư liệu sản xuất, bộ phận bất biến của nó, để rồi hấp thụ số lượng lao động thặng dư lớn nhất có thể. Tư bản vốn là lao động chết, y như ma cà rồng, nó sống chỉ bằng cách vắt kiệt sức lao động sống, và nếu anh ta sống càng nhiều, sức lao động càng bị vắt kiệt." 
Bộ phim cũng phân tích việc sử dụng các kết nối, các mối quan hệ để đi lên, đặc biệt không chỉ là đối với các gia đình giàu có mà còn cho cả những người nghèo như Kim. Một số người còn cho rằng vấn đề tầng lớp đang được bàn luận trong tác phẩm có liên quan đến khái niệm về thói quen của Pierre Bourdieu.
Bong Joon-ho đã gọi Ký sinh trùng là một tầng trên/tầng dưới hoặc "phim cầu thang", trong đó cầu thang được sử dụng như một mô típ để đại diện cho vị trí của các gia đình đối lập như Kim và Park, cũng như của bà quản gia Moon-gwang. Căn hộ bán tầng hầm mà gia đình Kim sống là phổ biến cho cư dân nghèo Seoul, mặc dù có một số vấn đề, nguy cơ như tăng nấm mốc và mắc các bệnh về phổi, nhưng do giá thuê thấp, nhiều người vẫn chấp nhận đánh đổi. Lũ và gió mùa ở Đông Á như trận lụt được mô tả trong phim thường gây thiệt hại nhiều nhất cho các loại nhà ở này. Một số nhà phê bình khác còn nhận thấy các chỉ dấu tham khảo về hậu quả bất công của biến đổi khí hậu. Theo Nulman, bộ phim thể hiện đẳng cấp trong việc mô tả không gian về phân cấp thứ bậc trong xã hội.
Theo đạo diễn Bong, đoạn kết ngụ ý rằng Ki-woo sẽ không thể kiếm được số tiền cần thiết để mua căn nhà vì nó cho thấy Ki-woo vẫn ở dưới tầng hầm; ông mô tả cảnh quay này là "giết chết chắc chắn", đề cập đến một đòn ân sủng để đảm bảo cái chết. Bài hát kết thúc đề cập đến Ki-woo làm việc để kiếm tiền mua nhà. Choi Woo-sik ước tính rằng phải mất khoảng 564 năm để Ki-woo thực sự tiết kiệm tiền để mua căn nhà đó. Tuy vậy, Choi cũng rất lạc quan khi nói rằng: "Tôi khá chắc chắn rằng Ki-woo là một trong những đứa trẻ thông minh đó. Anh ấy sẽ nảy ra một số ý tưởng, và anh ấy sẽ đi vào nhà của gia đình người Đức, và tôi nghĩ anh ấy sẽ giải cứu cha mình." Tuy nhiên, theo nhiều cách hiểu, giấc mơ này phụ thuộc vào tâm lý khởi nghiệp và khó có thể đạt được; hơn nữa, "nó không giải quyết được vấn đề cơ bản trong tầm tay. Ngay cả trong kịch bản giả tưởng này, Ki-taek vẫn sẽ bị giam trong nhà bởi một hệ thống pháp luật sẽ truy tố và bỏ tù ông ta. Các thế lực đã tạo ra và duy trì sự chia cắt của gia đình Kim sẽ không thể hoàn tác, chỉ đơn thuần là thích ứng với chúng mà thôi."
Các nhà phê bình cũng đã xem xét các chủ đề của chủ nghĩa thực dân và chủ nghĩa đế quốc có trong bộ phim. Theo tác giả Park Joo-hyun, bộ phim diễn ra trong "hệ thống trật tự kinh tế tư bản chủ nghĩa được khởi xướng và duy trì ở Hàn Quốc bởi sự chiếm đóng của thực dân", và việc sử dụng ngôn ngữ tiếng Anh trong phim biểu thị sự uy tín trong hệ thống kinh tế đó. Con trai nhỏ của gia đình Park, Da-song, là một cậu bé bị ám ảnh bởi "thổ dân châu Mỹ", đồng thời cậu cũng sở hữu nhiều đồ chơi và đồ trang trí theo chủ đề của người châu Mỹ bản địa. Theo đạo diễn Bong, chúng là một "bản sao không trung thực", vì "người mẹ [nói] về cách cô ấy mua đồ trên các trang của Mỹ. Và về cơ bản, cô ấy đã mua tất cả những hàng hóa của người Mỹ bản địa này từ Amazon". Nulman đã tạo ra mối liên kết giữa gia đình Park 'bản địa' và gia đình Kim "xâm lược", những người mang trong mình những ký sinh trùng chết người mà người bản địa không có khả năng miễn dịch. Đồng thời, Nulman chỉ ra thuyết chướng khí về mùi mang bệnh, nơi người ta cho rằng người bản địa có thể mắc bệnh chỉ bằng cách ngửi không khí độc hại do người Tây Ban Nha thuộc địa mang theo. Điều này có liên quan đến chủ đề của bộ phim xoay quanh sự phân biệt giai cấp của mùi hương.
Riêng đối với Bong, ông cũng tiết lộ thêm rằng: "Tôi sẽ không đi quá xa khi nói rằng đó là một bài bình luận về những gì đã xảy ra ở Mỹ, nhưng nó liên quan đến nghĩa là gia đình này bắt đầu xâm nhập vào ngôi nhà và họ đã tìm thấy một gia đình sống ở đó. Vì vậy, trong bối cảnh đó, bạn có thể nói đó là một trò đùa. Nhưng cũng phải nói thêm vào thời điểm ấy, thổ dân châu Mỹ có một lịch sử rất phức tạp, lâu đời và sâu sắc. Thế nhưng trong gia đình này, câu chuyện đó bị thu hẹp thành sở thích và trang trí của một cậu bé. Mẹ của cậu bé đã đề cập đến chiếc lều như một mặt hàng nhập khẩu của Mỹ và tôi nghĩ nó giống như những chiếc áo phông Che Guevara mà mọi người mặc. Họ chỉ nghĩ đến những áo phông có in hình của Che Guevara là quá hoàn hảo mà không biết tí gì về cuộc sống và sự nghiệp của nhà cách mạng này. Và đó là thực tế những gì đang xảy ra trong thời đại hiện tại của chúng ta - bối cảnh và ý nghĩa đằng sau những điều này thật ra chỉ tồn tại như một thứ trang sức lòe loẹt bên ngoài mà rỗng tuếch ở bên trong".
Một số nhà phê bình còn để ý về tầm quan trọng của sự đoàn kết của tầng lớp công nhân như được trình bày trong phim. Những vấn đề mà gia đình Kim gặp phải là kết quả của sự thiếu đoàn kết trong giai cấp với một gia đình nghèo khác, đó là cặp vợ chồng Geun-sae và Moon-gwang. Ở cao trào của bộ phim, ông Kim nhận ra bản chất giai cấp thực sự của mình khi ông Park không chịu nổi về cái mùi của Geun-sae. Những người khác thì lại nói rằng Ký sinh trùng đã tiết lộ những bất hạnh của những nạn nhân nghèo mà bất lực trước một thế giới đầy rẫy những thờ ơ, những người sau này được chuyển thành người giải thoát thông qua hiệu ứng hài hước của vụ thảm sát hàng loạt trong phim.

## Sản xuất tiền kỳ

### Ý tưởng và phát triển
Ý tưởng cho bộ phim Ký sinh trùng xuất phát vào năm 2013. Bong Joon-ho, lúc đó đang thực hiện bộ phim Chuyến tàu băng giá của mình, đã được một người bạn làm nghề diễn viên sân khấu khuyến khích viết một vở kịch. Bong đã từng là gia sư cho con trai của một gia đình giàu có ở Seoul vào những năm đầu ở tuổi 20, và ông đang xem xét việc biến kinh nghiệm của mình thành một sản phẩm sân khấu hoàn chỉnh. Tiêu đề của bộ phim, Ký sinh trùng, do chính Bong chọn vì nó mang ý nghĩa kép mà ông phải thuyết phục nhóm tiếp thị quảng bá của bộ phim để sử dụng nó. Giải thích về tiêu đề của bộ phim, Bong cho biết: "Do câu chuyện nói về một gia đình nghèo xâm nhập và chui vào nhà giàu, có vẻ như Ký sinh trùng rõ ràng đang đề cập đến gia đình nghèo kia, và tôi nghĩ đó là lý do tại sao nhóm tiếp thị quảng bá có một chút do dự. Nhưng nếu nhìn theo cách khác, có thể nói rằng những người nhà giàu cũng ăn bám ở khía cạnh lao động. Họ thậm chí không thể rửa bát, không thể tự lái xe, vì vậy họ đã phụ thuộc vào sức lao động của gia đình nghèo. Cho nên vì thế cả hai đều là ký sinh trùng."

### Kịch bản

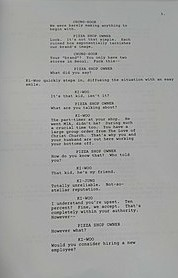
Một trang kịch bản của Ký sinh trùng viết bằng tiếng Anh do Neon phát hành.

Sau khi hoàn thành bộ phim Chuyến tàu băng giá, Bong đã viết một đoạn bản thảo phim dài 15 trang cho nửa đầu bộ phim Ký sinh trùng, mà sau này được Han Jin-won, trợ lý sản xuất bộ phim Chuyến tàu băng giá của ông, chuyển thành ba bản thảo kịch bản khác nhau. Sau khi hoàn thành nốt bộ phim Siêu lợn Okja, Bong lại quay về dự án còn dang dở và hoàn thành phần còn lại của kịch bản. Han Jin-won được ghi danh là đồng tác giả cho kịch bản.
Bong cho biết bộ phim này chịu ảnh hưởng từ Người hầu gái, một bộ phim điện ảnh năm 1960 của Hàn Quốc mang phong cách Gothic nội địa, trong đó sự ổn định của một gia đình trung lưu bị đe dọa bởi sự xuất hiện của một kẻ phá rối dưới tư cách là người giúp việc cho gia đình. Vụ án của Christine và Léa Papin - hai chị em giúp việc người Pháp sống chung với nhau đã sát hại chủ nhân của họ vào những năm 1930 cũng chính là nguồn cảm hứng lớn cho Bong. Bong cũng để ý đến quá khứ của bản thân mình, nơi ông đã từng dạy thêm cho một gia đình giàu có. Ông nói: "Tôi có cảm giác rằng tôi đang xâm nhập vào cuộc sống riêng tư của những người hoàn toàn xa lạ. Mỗi tuần tôi đều đến nhà họ, và tôi nghĩ sẽ rất vui sướng biết bao nếu như từng người bạn của mình lần lượt xâm nhập vào nhà họ." Ngoài ra, việc nhân vật Moon-gwang trong phim bị dị ứng với đào có lấy cảm hứng từ một trong những người bạn đại học của Bong bị dị ứng như vậy, như Bong đã xác nhận trong một buổi diễn đàn AMA tại website Reddit.
Darcy Paquet, một nhà phê bình phim kiêm tác gia người Mỹ đang sống ở Hàn Quốc, là người phiên dịch phụ đề tiếng Anh cho bộ phim và thường xuyên làm việc trực tiếp với Bong. Paquet đã giải thích về từ Jjapaguri, hay còn gọi là Chapaguri, một món ăn được nấu bởi một nhân vật thực phẩm trong phim là ram-don, nghĩa là ramen-udon. Món ăn này là sự pha trộn giữa hai loại mì chapagetti và neoguri do công ty Nongshim sản xuất. Phiên bản tiếng Anh của bộ phim hiển thị các gói mì được gắn nhãn bằng tiếng Anh "ramyeon" và "udon" để làm nổi bật cho người nói tiếng Anh biết cách tạo ra tên. Paquet tin rằng từ ram-don trước đây không tồn tại vì ông không tìm thấy kết quả nào trên Google. Trong một lần tra khảo, Paquet đã sử dụng từ điển tại Đại học Oxford làm tài liệu tham khảo thay vì sử dụng từ điển của Đại học Quốc gia Seoul và trong một lần khác, ông sử dụng WhatsApp làm ứng dụng nhắn tin thay cho KakaoTalk. Paquet chọn từ điển Oxford thay vì từ điển Harvard vì Bong có mối quan hệ thân thiết với Vương quốc Anh, và vì Paquet tin rằng việc sử dụng từ điển Harvard sẽ là "một lựa chọn quá rõ ràng". Paquet viết, "Để chất hài hước trong phim được phát huy tác dụng, mọi người cần phải hiểu nó ngay lập tức. Nếu không quen được với một từ thì chất hài hước trong phim sẽ mất đi".

## Sản xuất

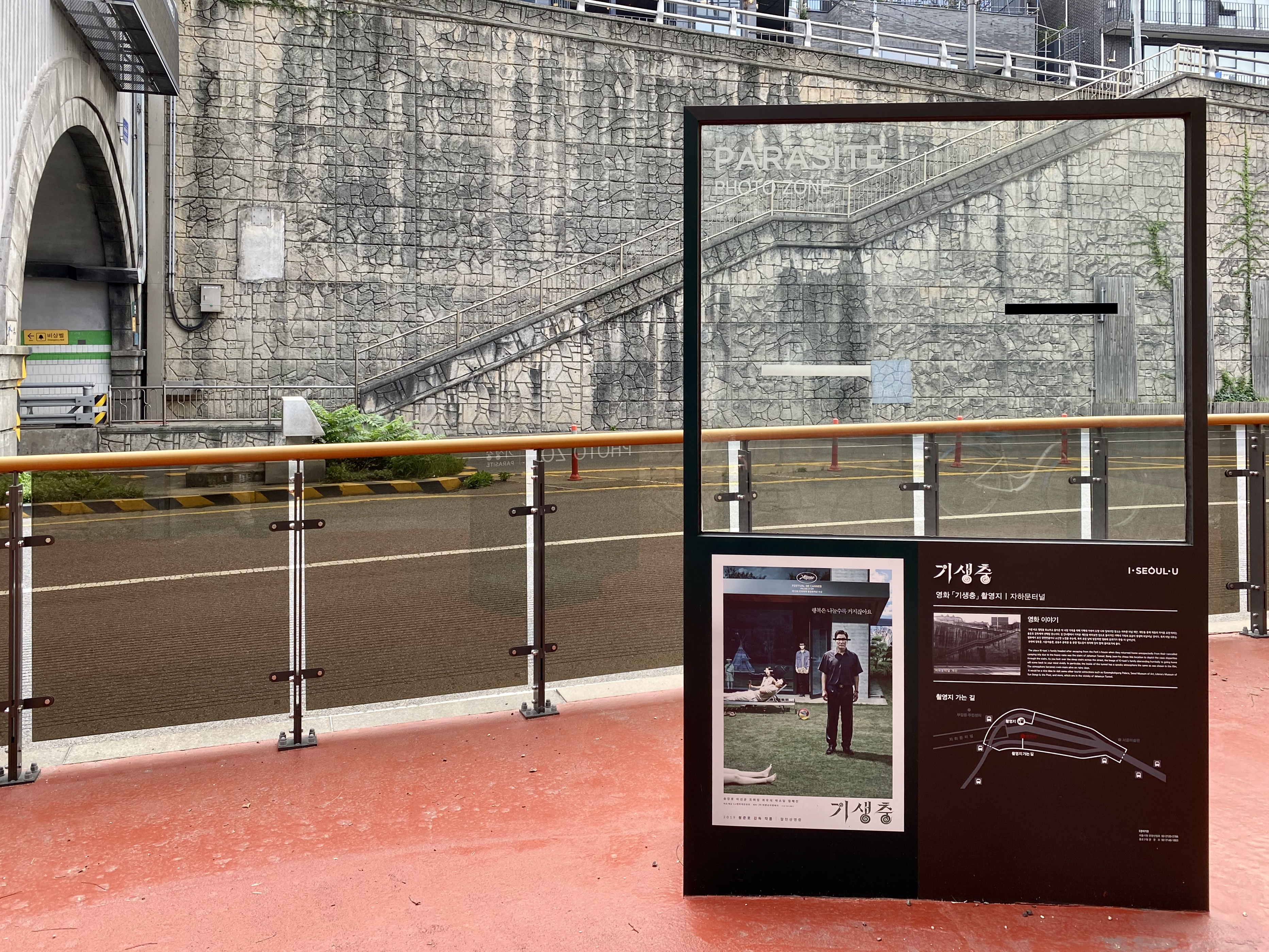
Đường hầm Jahamun tại Seoul, nơi sử dụng để quay cảnh ba bố con nhà Kim chạy về nhà dưới trời mưa trong Ký sinh trùng.

Bộ phim được khởi quay tại Seoul và Jeonju, bấm máy từ ngày 18 tháng 5 năm 2018, ghi hình trong 124 ngày và đóng máy vào ngày 19 tháng 9 năm 2018. Hong Kyung-pyo, một nhà quay phim có tiếng ở Hàn Quốc và là người cộng tác với nhiều đạo diễn có tên tuổi, đảm nhận vị trí đạo diễn hình ảnh cho bộ phim.

### Về ngôi nhà của gia đình Park
Ngôi nhà của gia đình họ Park là một bối cảnh được xây dựng hết sức đặc biệt. Tầng trệt và khu vườn được xây dựng trên một khu đất trống ngoài trời, trong khi tầng hầm và tầng một được xây dựng trên bối cảnh đó. Nhà biên tập phim Yang Jin-mo giải thích: “Chúng tôi đã xây dựng tầng chính của ngôi nhà trong một lô đất nền và đối với tầng hai, tất cả đều là màn hình xanh bên ngoài. Khi chúng tôi quay cảnh về phía bên ngoài từ bên trong, mọi thứ bên ngoài khu vườn đều làm bằng hiệu ứng."
Là người đóng góp một phần về kịch bản, Bong cũng đã thiết kế bố cục cơ bản của ngôi nhà này. "Nó giống như vũ trụ của riêng mình bên trong bộ phim này. Mỗi nhân vật và mỗi đội đều có những không gian mà họ tiếp quản mà họ có thể xâm nhập, và cả những không gian bí mật mà họ không biết." Namgoong Hyeonja, một nhân vật kiến trúc sư hư cấu, đã được giới thiệu là người thiết kế ngôi nhà và là chủ sở hữu trước đó của ngôi nhà trước khi gia đình họ Park chuyển đến, và nhà thiết kế sản xuất Lee Ha-jun đã xem xét chức năng và hình thức của ngôi nhà dựa trên cách mà Namgoong sẽ thiết kế nó. Ngôi nhà của gia đình họ Park được thiết kế và xây dựng để không chỉ là một ngôi nhà đẹp, mà còn là "một sân khấu phục vụ nhu cầu chính xác của máy ảnh, bố cục và nhân vật của ông, đồng thời thể hiện các chủ đề phong phú trong phim của ông."
Lee nói, "Vì ngôi nhà của ông Park được xây dựng bởi một kiến trúc sư trong câu chuyện, nên thật không dễ dàng để tìm ra cách tiếp cận phù hợp để thiết kế ngôi nhà ... Tôi không phải là một kiến trúc sư, và tôi nghĩ rằng có một sự khác biệt trong cách một kiến trúc sư hình dung một không gian và cách một nhà thiết kế sản xuất thực hiện. Chúng tôi ưu tiên các góc chặn và góc máy quay trong khi các kiến trúc sư xây dựng không gian cho mọi người thực sự sinh sống và do đó thiết kế xung quanh mọi người. Vì vậy, tôi nghĩ cách tiếp cận trong bản này rất khác." Ví dụ, Ha-jun cho rằng Namgoong sẽ sử dụng phòng khách ở tầng một để đánh giá cao về khu vườn, vì vậy nó được xây dựng với một cửa sổ rộng duy nhất và chỉ có lựa chọn chỗ ngồi kiểu khá đơn giản cho chức năng này. Một số tác phẩm nghệ thuật nội thất trong nhà là của nghệ sĩ Hàn Quốc Park Seung-mo, bao gồm cả tác phẩm nghệ thuật hiện có của nữ họa sĩ và một số tác phẩm được tạo ra rõ ràng cho bộ phim. Hơn nữa, thiết kế của ngôi nhà và nội thất của nó nhằm mục đích làm cho bối cảnh phù hợp để quay phim ở tỷ lệ khung hình 2.35:1, thiên về các phòng rộng và sâu hơn so với chiều cao của các phòng.
Lee còn cho biết thêm rằng mặt trời là một yếu tố quan trọng khi xây dựng phim trường ở ngoài trời. Lee giải thích: “Hướng mặt trời là một điểm quan trọng cần xem xét trong khi chúng tôi đang tìm kiếm các khu đất ngoài trời. Chúng tôi phải nhớ vị trí của mặt trời trong khung thời gian mong muốn của mình và xác định vị trí cũng như kích thước của các cửa sổ cho phù hợp. Về ánh sáng thực tế, nhà quay phim [Hong Kyung-pyo] đã có những yêu cầu cụ thể về màu sắc. Ông ấy muốn ánh sáng và hơi ấm từ đèn sợi đốt chiếu gián tiếp một cách tinh vi hơn. Trước khi xây dựng phim trường, ông quay phim và tôi đã đến thăm rất nhiều lần để kiểm tra hướng di chuyển của mặt trời và chúng tôi cùng nhau quyết định vị trí của phim trường".

### Về căn hộ của gia đình Kim
Căn hộ bán tầng hầm của gia đình họ Kim và đường phố của nó cũng được xây dựng trên phim trường, một phần vì mục đích cần thiết để quay phân cảnh về trận lụt. Lee Ha-jun đã đến thăm và chụp ảnh một số ngôi làng và thị trấn bị bỏ hoang ở Hàn Quốc dự kiến sẽ bị phá bỏ để giúp cung cấp thông tin về thiết kế. Ông cũng tạo ra những câu chuyện cho những người hàng xóm của gia đình họ Kim và đồng thời bổ sung thêm các chi tiết về những cư dân dọc theo con phố để cải thiện tính xác thực của diện mạo đường phố.

## Sản xuất hậu kỳ

### Biên tập
Theo nhà biên tập phim Yang Jin-mo, Bong Joon-ho đã chọn quay bộ phim mà không sử dụng các góc quay đa dạng kiểu truyền thống (quay đa dạng các góc chỉ bằng một máy quay). Để cung cấp cho họ nhiều tùy chọn chỉnh sửa hơn với số lượng ảnh hạn chế, họ đôi lúc kết hợp các bức ảnh khác nhau của cùng một cảnh quay. Yang đã biên tập và chỉnh sửa các cảnh phim bằng việc sử dụng công cụ Final Cut Pro 7, một chương trình phần mềm không được cập nhật kể từ năm 2011.
Việc phát hành và chỉnh sửa chính của bộ phim đã được thực hiện để phát hành dưới dạng phiên bản màu. Một phiên bản trắng đen của bộ phim đã được sản xuất trước khi công chiếu thế giới tại Cannes, ra mắt vào ngày 26 tháng 1 năm 2020 tại Liên hoan phim quốc tế Rotterdam và được chiếu lại từ ngày 29 đến ngày 31 tháng 1. Bộ phim cũng nhận được một bản phát hành hạn chế ở một số quốc gia khác, trong đó có Việt Nam.

### Nhạc phim
Phần nhạc phim cho Ký sinh trùng được nhạc sĩ Jung Jae-il biên soạn, bao gồm "những đoạn piano tối giản, chấm phá bằng bộ gõ nhẹ", tạo nên "bầu không khí căng thẳng" của bộ phim. Các ca khúc trong bản nhạc phim cũng có kết cấu mang phong cách baroque, với các trích đoạn từ vở opera Rodelinda của George Frideric Handel và bài hát tiếng Ý năm 1964 In ginocchio da te của Gianni Morandi cũng góp mặt trong bản nhạc. Nhạc phim hầu hết được thu âm sẵn thông qua âm thanh trên máy tính.
Album nhạc phim đã được Genie Music và Stone Music Entertainment xuất bản và phát hành ở định dạng kỹ thuật số và CD vào ngày 30 tháng 5 năm 2019 tại Hàn Quốc. Trên bình diện quốc tế, album được tiếp thị bởi Milan Records, hãng đã phát hành nhạc phim này vào ngày 11 tháng 10 năm 2019. Album được phát hành với tựa đề tiếng Anh, tuy nhiên, tên và danh từ khác với phụ đề tiếng Anh do Darcy Paquet dịch. Vào ngày 14 tháng 2 năm 2020, album được phát hành dưới dạng đĩa kép được xuất bản bởi Sacred Bones Records (một bộ phận của công ty sản xuất phim của Mỹ, Neon) và Waxwork Records, với một số biến thể đa dạng về màu sắc.
Một bài hát gốc có tựa là "Soju han jan" (tiếng Hàn Quốc: 소주 한 잔, n.đ. 'một ly soju'), do Bong Joon-ho sáng tác và Choi Woo-shik, người đóng vai chính Ki-woo, tham gia hát ca khúc trong phần danh đề ở cuối phim. Để tiếp thị các bản phát hành kỹ thuật số quốc tế của nhạc phim, bài hát đã được hiển thị bằng tiếng Anh là "Soju One Glass" [sic], nhưng sau đó nó đã được đổi thành tiêu đề đúng ngữ pháp, và được lọt vào danh sách rút gọn cho hạng mục Ca khúc trong phim hay nhất tại giải Oscar lần thứ 92.

## Phát hành

### Công chiếu tại rạp

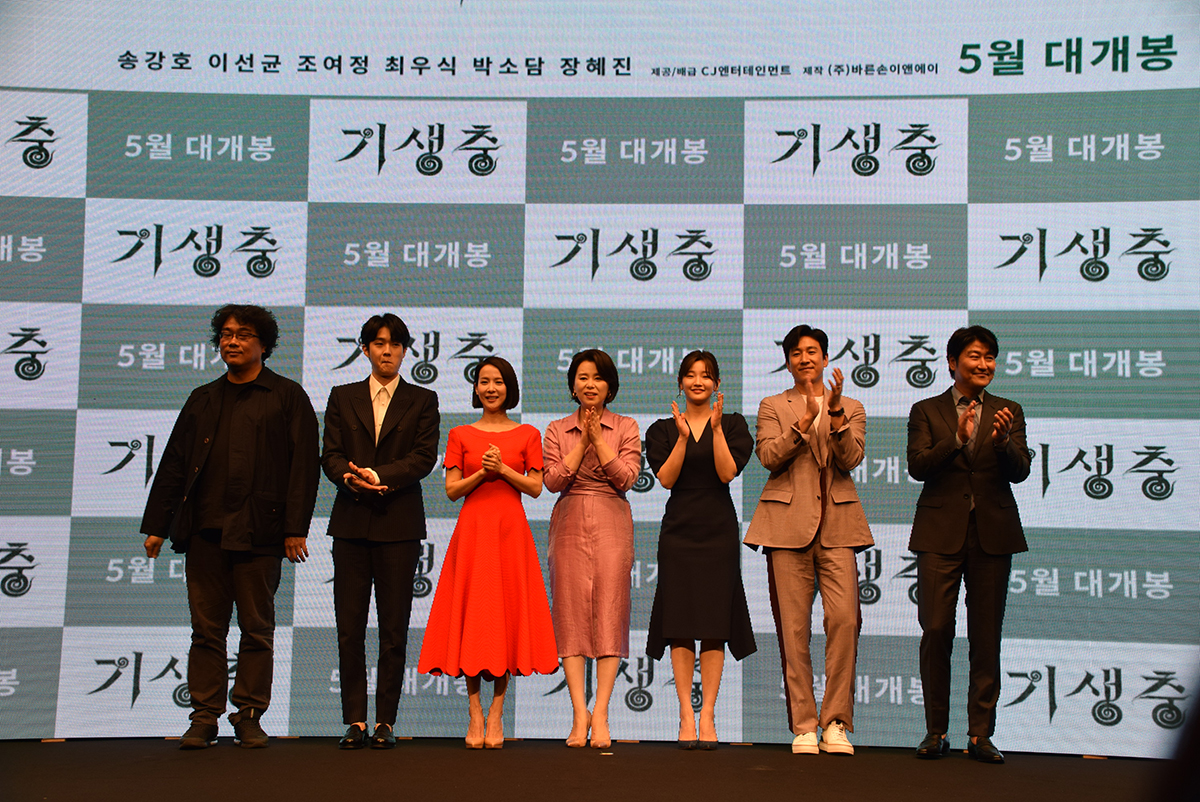
Dàn diễn viên và Bong Joon-ho có mặt tại buổi họp báo của bộ phim diễn ra vào tháng 4 năm 2019.

Hãng phân phối phim Neon mua lại quyền phát hành tại thị trường Mỹ và Canada trong khuôn khổ sự kiện American Film Market vào năm 2018. Bản quyền của bộ phim cũng đã được bán trước cho các lãnh thổ nói tiếng Đức (Koch Films), tiếng Pháp (The Jokers) và tiếng Nhật Bản (Bitters End). Bộ phim có buổi công chiếu lần đầu trên toàn thế giới tại Liên hoan phim Cannes 2019 vào ngày 21 tháng 5 năm 2019 và sau đó có buổi công chiếu tại Hàn Quốc vào ngày 30 tháng 5 năm 2019. Tại Việt Nam, bộ phim được khởi chiếu vào ngày 21 tháng 6 năm 2019.
Bộ phim được Madman Films phát hành tại Úc và New Zealand vào ngày 27 tháng 6 năm 2019 (trở thành bộ phim Hàn Quốc có doanh thu cao nhất từ trước đến nay trong khu vực và là phim không nói tiếng Anh có doanh thu cao nhất từ trước đến nay của nhà phân phối tại Úc), và sau đó là tại Hoa Kỳ và Canada vào ngày 11 tháng 10 năm 2019.  Lúc đầu, bộ phim dự kiến được chiếu bế mạc tại Liên hoan phim quốc tế FIRST ở Tây Ninh, Thanh Hải, Trung Quốc vào ngày 28 tháng 7 năm 2019, nhưng vào ngày 27 tháng 7, ban tổ chức liên hoan phim thông báo rằng buổi chiếu đã bị hủy vì lý do kỹ thuật.
Tại Vương quốc Anh và Ireland, phim đã được Curzon Artificial Eye cấp phép phát hành ở Cannes, và bộ phim đã được công chiếu trước tại các rạp chiếu phim trên toàn quốc thông qua buổi phỏng vấn với Bong Joon-ho được chia sẻ trực tiếp qua vệ tinh vào ngày 3 tháng 2 năm 2020, tiếp sau đó là bộ phim phát hành rộng rãi vào ngày 7 tháng 2 cùng năm.
Neon đã mở rộng số rạp chiếu ở Bắc Mỹ chiếu bộ phim từ 1.060 rạp chiếu lên 2.001 rạp chiếu, bắt đầu từ cuối tuần vào ngày 14 tháng 2 năm 2020 sau khi bộ phim được công nhận tại giải Oscar, mặc dù bộ phim đã được phát hành trên video tại gia trong khu vực. Một phiên bản nâng cấp dưới dạng IMAX đặc biệt được chiếu tại các rạp chiếu hạn chế ở Bắc Mỹ trong tuần vào ngày 21 tháng 2 năm 2020.

### Phát hành băng đĩa
Tính đến hết tháng 12 năm 2019, bộ phim đã đạt doanh thu ròng lên đến 90 triệu USD từ doanh thu truyền hình, video tại gia và doanh thu nước ngoài.
Ngày 28 tháng 1 năm 2020, Ký sinh trùng được phát hành trên đĩa Blu-ray ở mã vùng A và DVD ở mã vùng 1 của Neon, với sự tham gia phân phối của Universal Pictures Home Entertainment. Ngày 13 tháng 2 năm 2020, đã có thông báo rằng bộ phim sẽ được phát hành trên phương tiện video tại gia bởi The Criterion Collection. Ngày 15 tháng 7 năm 2020, The Criterion Collection đã công bố ngày phát hành là ngày 27 tháng 10 năm 2020, có phiên bản trắng đen được mong đợi từ lâu.
Ngày 24 tháng 2 năm 2020, Hulu, dịch vụ phát trực tuyến có đăng ký ở Hoa Kỳ thông báo rằng hãng đã bảo đảm độc quyền phát trực tuyến phim ở Hoa Kỳ, bắt đầu từ ngày 8 tháng 4 năm 2020. Ngoài ra, Amazon Prime Video bắt đầu phát trực tuyến phim ở những nước ngoài Hoa Kỳ vào ngày 28 tháng 3 năm 2020.
Tại Vương quốc Anh, đây là phim nói tiếng nước ngoài bán chạy nhất năm 2020 trên các định dạng video tại gia bằng đĩa cứng.

### Phiên bản trắng đen
Phiên bản đơn sắc đặc biệt của bộ phim, có tựa đề là Ký sinh trùng: Phiên bản trắng đen, đã có buổi ra mắt trên toàn thế giới tại Liên hoan phim quốc tế Rotterdam vào tháng 1 năm 2020 và được phát hành tại các rạp chiếu phim ở một số thành phố ở Hoa Kỳ trong cùng tháng.
Bộ phim sau đó được phát hành đồng thời vào ngày 24 tháng 7 năm 2020 tại Vương quốc Anh và Ireland bởi Curzon Artificial Eye tại các rạp chiếu phim và video tại gia theo yêu cầu, và được phát hành vào ngày 27 tháng 10 năm 2020 tại Hoa Kỳ và Canada bởi The Criterion Collection trên định dạng đĩa DVD và đĩa Blu-ray, như một phần của việc tái phát hành phiên bản đặc biệt của hãng. Việc chuyển giao bản trắng đen của bộ phim được giám sát bởi đạo diễn Bong Joon-ho và nhà quay phim Hong Kyung-pyo.

## Đón nhận

### Doanh thu phòng vé
Ký sinh trùng thu về 71,4 triệu USD ở Hàn Quốc, 53,4 triệu USD ở Hoa Kỳ và Canada, và 133,9 triệu USD ở các quốc gia khác, với tổng số tiền trên toàn thế giới là 258,7 triệu USD. Với doanh thu này, Ký sinh trùng đã thiết lập một kỷ lục mới cho Bong khi nó trở thành bộ phim đầu tiên của ông thu về hơn 100 triệu USD trên toàn thế giới. Tờ Deadline Hollywood ước tính lợi nhuận ròng của bộ phim là 46,2 triệu USD.
Tại Hàn Quốc, Ký sinh trùng đã thu về 20,7 triệu USD vào dịp đầu tuần công chiếu. Phim khép lại doanh thu phòng vé với 72,2 triệu USD và thu hút hơn 10 triệu lượt người xem tại rạp, chiếm khoảng 1/5 dân số cả nước và được xếp hạng nhất trong số năm bộ phim hay nhất của năm.
Trong dịp đầu tuần công chiếu tại Hoa Kỳ, bộ phim đã thu về 376.264 USD từ ba rạp chiếu. Mức doanh thu trung bình cho mỗi địa điểm là 125.421 USD, mức tốt nhất kể từ khi La La Land làm được vào năm 2016 và là mức tốt nhất từ trước đến nay đối với một bộ phim quốc tế. Phim đã mở rộng đến 33 rạp trong tuần thứ hai, kiếm được 1,24 triệu USD và sau đó kiếm được thêm 1,8 triệu USD từ 129 rạp trong tuần thứ ba. Bộ phim đã kiếm được 2,5 triệu USD trong tuần thứ tư và 2,6 triệu USD trong tuần thứ năm. Số rạp chiếu ban đầu của bộ phim đạt đỉnh lên đến 620 rạp vào tuần thứ sáu công chiếu, khi bộ phim kiếm được 1,9 triệu USD. Bộ phim tiếp tục giữ vững trong những ngày cuối tuần sau đó, kiếm được thêm 1,3 triệu USD và 1 triệu USD.
Trong tuần thứ mười ra rạp, bộ phim đã vượt mốc 20 triệu USD (một con số hiếm có đối với một bộ phim quốc tế), kiếm được 632.500 USD từ 306 rạp chiếu. Trong dịp cuối tuần công chiếu trước khi lễ trao giải Oscar diễn ra, bộ phim đã thu về 1,5 triệu USD từ 1.060 rạp chiếu với tổng doanh thu là 35,5 triệu USD. Sau khi Neon tăng gấp đôi số suất chiếu tại rạp trong tuần sau buổi lễ trao giải Oscar, bộ phim đã thu về 5,5 triệu USD từ Mỹ và Canada, lập kỷ lục trở thành một trong những bộ phim giành giải Phim hay nhất có doanh thu cao nhất kể từ Triệu phú ổ chuột năm 2009 và là một trong những bộ phim có doanh thu lớn nhất trong mười năm.
Ngày 5 tháng 2 năm 2020, Ký sinh trùng trở thành bộ phim Hàn Quốc đầu tiên trong gần 15 năm vượt mức một triệu khán giả xem phim tại Nhật Bản. Ở Vương quốc Anh, phim đã phá kỷ lục doanh thu mở màn của một bộ phim không nói tiếng Anh, kiếm được 1,4 triệu bảng Anh (1,8 triệu USD) bao gồm cả lượt xem trước trong tuần đầu ra mắt từ 135 rạp, và tại Úc thu về hơn 1,9 triệu đô la. Trong dịp cuối tuần tiếp theo sau chiến thắng tại giải Oscar, bộ phim đã thu về 12,8 triệu USD từ 43 quốc gia, nâng tổng doanh thu quốc tế lên 161 triệu USD và tổng doanh thu toàn cầu vượt mốc 200 triệu USD.
Sau sự thành công tại giải Oscar, Ký sinh trùng đã tiếp tục nhận được nhiều buổi chiếu lại đáng kể, tạo ra doanh thu lớn đáng kể hơn nữa. Hãng thông tấn Associated Press của Mỹ cho biết đây là bộ phim "hiệu ứng Oscar" lớn nhất kể từ năm 2001 sau khi Võ sĩ giác đấu giành giải Oscar cho Phim hay nhất. Doanh thu phòng vé của Ký sinh trùng tăng hơn 230% so với tuần trước, thu về 2,15 triệu USD chỉ trong một ngày. Bộ phim cũng được xếp hạng nhất tại Nhật Bản và là bộ phim Hàn Quốc đầu tiên làm được điều này sau 15 năm. Hiệp hội các nhà phân phối phim ở Úc đã thông báo rằng số vé xem phim trị giá 749 nghìn USD đã được bán trong một ngày cuối tuần duy nhất, và bộ phim đã trở lại về danh sách 10 bộ phim có doanh thu cao nhất tại các phòng vé địa phương hơn sáu tháng sau khi ra mắt tại các rạp chiếu phim ở Úc. Ký sinh trùng cũng tăng trở lại vị trí thứ tư tại phòng vé Hàn Quốc khi thu hút hơn 80.000 khán giả.

### Đánh giá chuyên môn
Trên trang hệ thống tổng hợp kết quả đánh giá Rotten Tomatoes, Ký sinh trùng nhận 99% lượng đồng thuận dựa trên 467 bài đánh giá, đạt điểm trung bình 9,4/10. Các chuyên gia của trang web nhất trí rằng: "Với một cái nhìn cấp thiết và nhiều lớp sáng suốt đúng thời điểm về các chủ đề xã hội hợp thời, nhà biên kịch kiêm đạo diễn Bong Joon-ho gần như điều khiển toàn bộ công việc của mình trong Ký sinh trùng." Trên chuyên trang Metacritic, dựa trên 52 bài đánh giá tổng hợp từ các nhà phê bình được xác định là tích cực, phim giành số điểm trung bình là 96/100, trong đó khẳng định bộ phim nhận được sự "hoan nghênh nhiệt liệt". Cũng trên chuyên trang Metacritic, Ký sinh trùng được đánh giá là phim hay nhất năm 2019 và đứng thứ 7 trong số những bộ phim có số điểm cao nhất trong một thập kỷ. Tính đến ngày 20 tháng 11 năm 2021, đây là bộ phim có số điểm xếp hạng cao thứ 48 mọi thời đại trên Metacritic. Riêng trên trang web Zing News, Ký sinh trùng được chấm 9/10 điểm, đồng thời còn ghi thêm lời tựa rằng bộ phim là "tuyệt phẩm hài hước, giật gân và đầy ám ảnh".
Viết cho The New York Times, A. O. Scott mô tả bộ phim là "cực kỳ thú vị, và là một loại phim thông minh, hào phóng, tràn đầy năng lượng về mặt thẩm mỹ, đồng thời đã xóa tan sự phân biệt mệt mỏi giữa dòng phim nghệ thuật và phim bỏng ngô". Bilge Ebiri của tạp chí Vulture đã viết rằng Ký sinh trùng là "một tác phẩm tự nó ở trong trạng thái biến đổi liên tục, kích động - một kiệt tác thần kinh có ma pháp tồn tại rất lâu sau hình ảnh cuối cùng đầy ám ảnh của nó". Trong bài đánh giá năm sao của mình, Dave Calhoun của tờ Time Out ca ngợi phần bình luận xã hội trong phim, gọi tác phẩm tổng thể là "đáng ngạc nhiên và hấp dẫn đầy đủ từ đầu đến cuối, đầy những cú nổ lớn và những điều kỳ diệu cực nhỏ". Jessica Kiang của tờ Variety mô tả bộ phim là "một chuyến đi đầy hoang dại", viết rằng "Bong đã trở lại và đang có một phong độ rực rỡ, nhưng ông ấy không thể nhầm lẫn mà gào thét trong cơn giận, và điều này ghi danh vì mục tiêu của ông quá lớn và rất xứng đáng, vì vậy năm 2019, Ký sinh trùng là một con ve béo đầy máu đắng của sự mâu thuẫn về giai cấp”. Joshua Rivera của tờ GQ đã đưa ra một bài đánh giá sáng giá và tuyên bố rằng Ký sinh trùng rất có thể là một trong những bộ phim hay nhất năm 2019.
Viết cho tạp chí London Review of Books, Michael Wood, người nhận thấy bộ phim có theo dõi chủ đề về ý thức giai cấp phù hợp với bộ phim trước đó của đạo diễn Bong là Chuyến tàu băng giá, đã tuyên bố: "Chủ đề về sự đi lên của xã hội, hoặc sự khác biệt xã hội như một phong cảnh, khó có thể rõ ràng hơn, nhưng chúng tôi bắt đầu lấy ý tưởng của bộ phim rằng không phải để tránh những khuôn mẫu mà cứ đâm đầu vào chúng". TheShiznit, trang web về điện ảnh của Vương quốc Anh cho bộ phim hạng A, và nói rằng "nó khiến bạn tự hỏi đâu là điểm uốn cho những hành vi như vậy trong một nền văn hóa nơi mà cách cư xử và sự phục vụ được đào sâu vào những người không thể không có chúng". A. A. Dowd, cây viết trên tờ The A.V. Club đã cho bộ phim hạng A-, ca ngợi về những cú ngoặt trong phim đầy ngạc nhiên và thú vị.
Ký sinh trùng đứng đầu trong cuộc khảo sát của IndieWire với hơn 300 nhà phê bình, ở các hạng mục Phim hay nhất, Đạo diễn xuất sắc nhất, Kịch bản hay nhất và Phim quốc tế hay nhất. Bộ phim cũng xuất hiện trong hơn 240 danh sách 10 bộ phim hay nhất cuối năm của các nhà phê bình, trong đó có 77 người xếp Ký sinh trùng ở vị trí đầu tiên.

## Giải thưởng

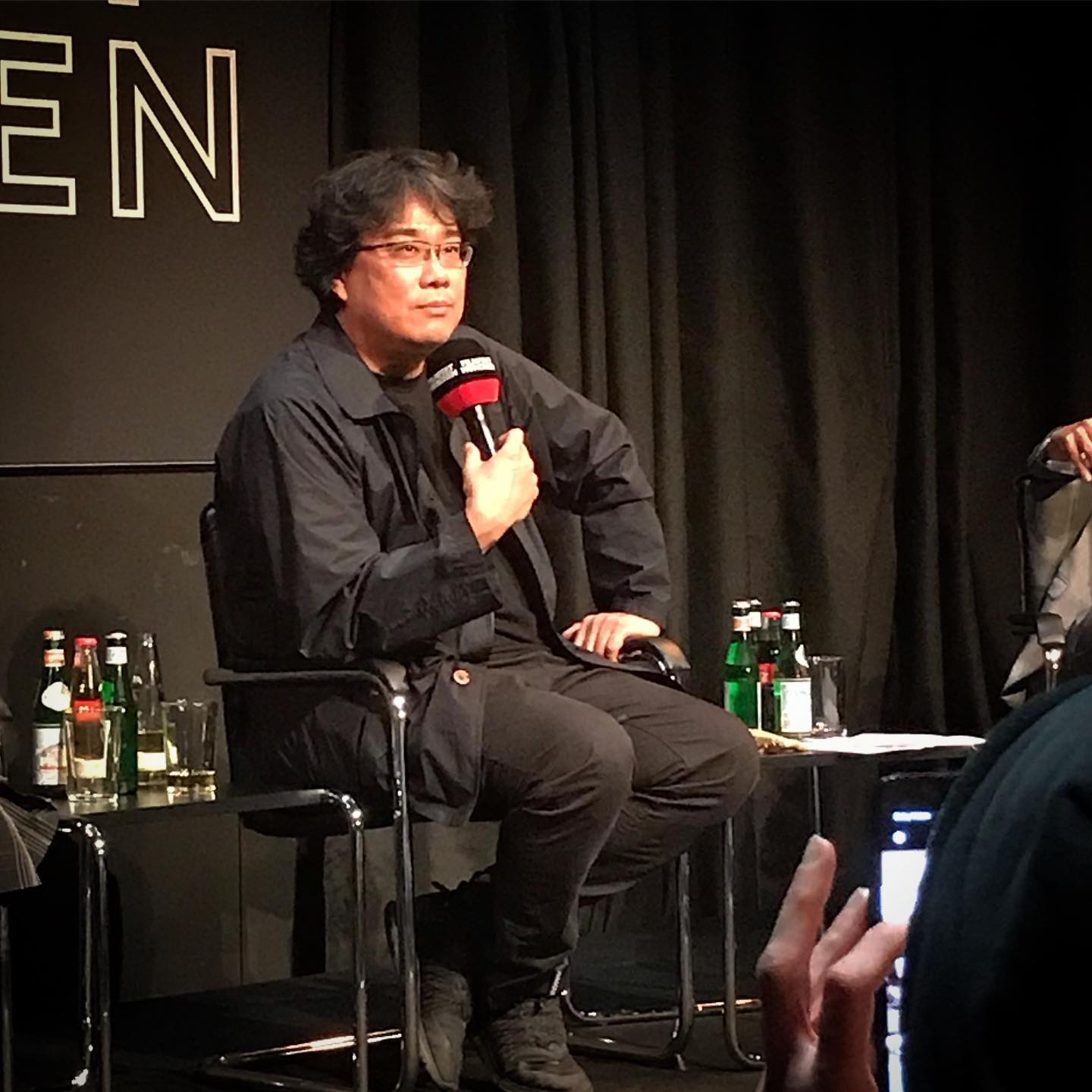
Bong Joon-ho giành giải Đạo diễn xuất sắc nhất tại giải Oscar lần thứ 92 vào năm 2020.

Tại liên hoan phim Cannes 2019, Ký sinh trùng đã giành giải Cành cọ vàng. Đây là bộ phim Hàn Quốc đầu tiên trong lịch sử đã làm được điều này, và đồng thời còn là bộ phim đầu tiên giành chiến thắng với số phiếu nhất trí kể từ Blue Is the Warmest Colour tại Liên hoan phim Cannes 2013. Tại lễ trao giải Quả cầu vàng lần thứ 77, bộ phim được đề cử ở ba hạng mục, bao gồm Đạo diễn xuất sắc nhất và Kịch bản hay nhất, đồng thời còn đoạt giải ở hạng mục Phim quốc tế hay nhất, trở thành bộ phim Hàn Quốc đầu tiên đạt được thành tích đó. Ký sinh trùng còn là bộ phim quốc tế thứ hai được đề cử cho giải SAG cho dàn diễn viên điện ảnh xuất sắc nhất kể từ bộ phim đầu tiên Cuộc sống tươi đẹp (1997), và cuối cùng đã giành chiến thắng ở hạng mục này, trở thành bộ phim quốc tế đầu tiên trong lịch sử giành được giải thưởng cao quý ở ngành diễn xuất. Bộ phim cũng được đề cử bốn hạng mục tại giải BAFTA lần thứ 73, bao gồm Phim hay nhất, Đạo diễn xuất sắc nhất, Kịch bản gốc xuất sắc nhất, và Phim không nói tiếng Anh hay nhất, chính thức là bộ phim Hàn Quốc đầu tiên nhận được đề cử ngoài hạng mục Phim không nói tiếng Anh hay nhất. Bộ phim sau đó giành giải ở hạng mục Phim không nói tiếng Anh hay nhất và Kịch bản gốc xuất sắc nhất.
Ký sinh trùng đã được chọn làm tác phẩm đại diện cho Hàn Quốc đi tranh giải Oscar cho phim quốc tế hay nhất, và được lọt vào danh sách đề cử chọn lọc vào tháng 12 năm 2019. Bộ phim sau đó còn giành được bốn giải thưởng ở bốn hạng mục, bao gồm Phim hay nhất, Kịch bản gốc xuất sắc nhất, Đạo diễn xuất sắc nhất và Phim quốc tế hay nhất, trở thành bộ phim không sử dụng tiếng Anh đầu tiên trong lịch sử giành được giải Oscar cho Phim hay nhất. Ngoài ra, Ký sinh trùng cũng chính thức trở thành bộ phim Hàn Quốc đầu tiên được đề cử hạng mục Phim hay nhất tại lễ trao giải Oscar và là bộ phim Đông Á thứ hai nhận được đề cử Phim hay nhất kể từ Ngọa hổ tàng long (2000). Cá nhân Bong Joon-ho trở thành người châu Á thứ tư nhận được đề cử giải Oscar cho Đạo diễn xuất sắc nhất (sau Lý An, Lee Isaac Chung và Triệu Đình), và trở thành người thứ hai giành chiến thắng ở hạng mục này sau Lý An. Bộ phim còn được đề cử cho hạng mục Dựng phim xuất sắc nhất và Thiết kế sản xuất xuất sắc nhất. Đây cũng là bộ phim thứ hai giành được cả giải Oscar cho Phim hay nhất và giải Cành cọ vàng tại Cannes dưới tên gọi này trong 65 năm kể từ bộ phim Marty, và là bộ phim thứ ba giành được cả hai giải thưởng lớn sau Marty và The Lost Weekend.
Tại lễ trao giải thưởng điện ảnh Daejong lần thứ 56, Ký sinh trùng dẫn đầu danh sách đề cử với 11 hạng mục và giành được năm giải thưởng (nhiều nhất trong chương trình) ở năm hạng mục, bao gồm Phim hay nhất, Đạo diễn xuất sắc nhất (dành cho Bong Joon-ho), Nữ diễn viên phụ xuất sắc nhất (dành cho Lee Jung-eun), Kịch bản xuất sắc nhất (dành cho Bong Joon-ho và Han Jin-won) và Nhạc phim hay nhất (dành cho Jung Jae-il).
– Bong Joon-ho trong buổi phát biểu sau khi nhận giải Đạo diễn xuất sắc nhất tại giải Oscar lần thứ 92, trong đó ông đã gửi lời tri ân đến Martin Scorsese.
Trong bài phát biểu nhận giải của mình tại giải Oscar lần thứ 92, Bong đã dừng một chút để cảm ơn Martin Scorsese, một vị đạo diễn cùng đề cử với ông, người mà Bong đã công nhận là có tầm quan trọng lịch sử đối với lịch sử làm phim, điều này đã dẫn đến những tràng pháo tay tự nhiên từ khán giả để công nhận những cống hiến của Scorsese trong thời gian ông phát biểu. Ngày hôm sau, Scorsese đã gửi cho Bong một lá thư chúc mừng từ cá nhân ông, điều sau này Bong đã chia sẻ khi đang tham gia phát biểu tại Hội chiếu phim ở Trung tâm Lincoln, nơi Bong nói rằng ông không thể chia sẻ toàn bộ bức thư từ Scorsese do tính chất cá nhân của nó. Tuy nhiên, ông đã chia sẻ kết luận của bức thư bằng cách nói rằng Scorsese nói với ông rằng: "Cậu đã làm tốt. Bây giờ cậu hãy nghỉ ngơi, nhưng đừng nghỉ ngơi quá lâu nhé." Bong sau đó nói thêm rằng Scorsese đã kết thúc bức thư của mình bằng cách nói rằng "ông ấy và các đạo diễn khác đã chờ đợi bộ phim tiếp theo của tôi (Bong) sẽ như thế nào".
Hãng thông tấn Associated Press nhận xét rằng mặc dù Viện Hàn lâm Khoa học và Nghệ thuật Điện ảnh (AMPAS) trước đây đã không công nhận đầy đủ các nhà làm phim nữ trong các đề cử của giải Oscar, nhưng lần này Viện phải thừa nhận sự đa dạng mà bộ phim mang lại. Tờ The Wall Street Journal cũng tuyên bố rằng bộ phim dường như hứa hẹn mở ra một "giải Oscar toàn diện hơn", điều này đã được yêu cầu bởi những người trước đây đã chỉ trích AMPAS. Associated Press cũng để ý rằng việc bộ phim giành chiến thắng xuất phát vì nó là bộ phim nước ngoài đoạt giải Oscar ở hạng mục Viện hàn lâm thông thường, và điều này mở ra cánh cửa mới cho Hollywood nhằm trải qua một sự thay đổi căn bản và một kiểu tiến bộ khác; mặt khác, một số người hoài nghi và lo lắng rằng nếu "Ký sinh trùng chiến thắng giải Oscar cho phim quốc tế hay nhất, có lẽ nó sẽ không giành được bất kỳ giải thưởng lớn nào khác". "Viện Hàn lâm đã trao phim hay nhất cho một bộ phim thực sự xuất sắc nhất", Justin Chang của tờ Los Angeles Times nhận xét, người tiếp tục viết rằng ban tổ chức của các giải thưởng điện ảnh đã “giật mình khi nhận ra rằng điện ảnh của không một quốc gia nào có cả một bản độc quyền về sự vĩ đại này”. Năm 2021, Hiệp hội các nhà biên kịch phim Hoa Kỳ đã xếp hạng kịch bản của Ký sinh trùng là kịch bản vĩ đại thứ tư của thế kỉ 21 cho đến nay.

## Di sản

### Phiên bản truyền hình
Một loạt phim truyền hình giới hạn của HBO dài sáu tiếng dựa trên bộ phim, với Bong Joon-ho và Adam McKay đảm nhiệm vị trí giám đốc sản xuất, đang trong giai đoạn đầu phát triển vào tháng 1 năm 2020. Bong đã nói rằng tiêu đề của loạt phim này cũng sẽ có tên là Ký sinh trùng, và loạt phim sẽ khám phá ra những câu chuyện bí ẩn "xảy ra ở giữa các cảnh trong phim". Tháng 2 năm 2020, đã có đồn đoán rằng Mark Ruffalo sẽ tham gia đóng chính trong loạt phim, riêng Tilda Swinton đã được xác nhận sẽ được chọn để đóng một trong những vai chính có trong loạt phim này. Tuy nhiên, vào tháng 10 năm 2022, Swinton cho biết rằng bà không còn tham gia vào dự án này nữa.

### Kế hoạch cho việc du khách tham quan phim trường
Chính quyền địa phương ở Hàn Quốc (cụ thể là Goyang) có kế hoạch khôi phục phim trường ở Goyang Aqua Studio (xưởng chuyên quay các cảnh quay ở dưới nước bằng việc sử dụng hiệu ứng hình ảnh), nơi sản xuất bộ phim Ký sinh trùng và sử dụng nó như một cơ sở du lịch để trải nghiệm bộ phim này. Ngoài ra, thành phố Goyang đã thông báo rằng họ sẽ đầu tư 150 triệu USD vào sự phát triển của Khu phức hợp Văn hóa Điện ảnh Goyang vào năm 2026 để cung cấp các cơ sở du lịch trải nghiệm phim, các xưởng phim bổ sung tại nhà, các cơ sở sản xuất ngoại cảnh, các trung tâm về nội dung video, nghiên cứu hình ảnh và các công ty phát triển ở liên Triều. Tuy nhiên, nhiều lời chỉ trích đã được đưa ra về việc thương mại hóa các khu vực nghèo đói ở Hàn Quốc thành các địa điểm du lịch mà không thực hiện các bước cụ thể để giải quyết các vấn đề nói trên.

### Du lịch thành phố và ẩm thực
Tổ chức Du lịch Seoul đã bị các đảng đối lập của Hàn Quốc và người dân Seoul chỉ trích vì đã giới thiệu một tuyến du lịch có các địa điểm quay phim và câu chuyện từ bộ phim. Đảng Tư pháp Hàn Quốc sau đó đã nói rằng bộ phim đã trở nên nổi tiếng do sự công nhận phổ biến về vấn nạn bất bình đẳng trên toàn thế giới. Tuy nhiên, Đảng cho rằng sự phát triển của một địa điểm thu hút khách du lịch dựa trên bộ phim quay ở Seoul có thể dẫn đến việc khai thác cuộc sống nghèo đói hơn nữa của nhiều người dân sinh sống ở đó. Thậm chí nhiều người dân sống tại các địa điểm quay phim của Ký sinh trùng cũng đã phàn nàn về cảm giác xấu hổ và khó chịu do lượng khách du lịch đến thăm khu vực lân cận và chụp ảnh xung quanh ngày càng tăng, khiến họ cảm thấy mình giống như "những con khỉ trong vườn thú". Đáp lại những lời nói trên, chính quyền địa phương Seoul đã thông báo rằng nguồn tài trợ của chính phủ sẽ ưu tiên cho khoảng 1.500 gia đình có thu nhập thấp đang sống trong các căn hộ kiểu bán tầng hầm trong phim.
Sau khi bộ phim được phát hành, rất nhiều người bắt đầu đăng những video về cách làm jjapaguri (được gọi là "ram-don" trong phụ đề tiếng Anh của bộ phim) trên nền tảng trực tuyến YouTube. Nongshim, công ty sản xuất hai loại mì Chapagetti và Neoguri, cũng bắt đầu phân phối một số ít sản phẩm mì dưới tiêu đề Chapaguri do sự kết hợp của hai loại mì này đã trở nên nổi tiếng thông qua bộ phim.